# العزيزية (المدينة المنورة)
العزيزية، هو أحد أحياء المدينة المنورة الحديثة معروف بأنه يقع خارج حدود الحرم النبوي الشريف وقد وزعت البلدية أراضيه عام 1403-1404 هجرية.

## موقعه
يقع حي العزيزية في الجهة الجنوبية الغربية من المدينة المنورة.[بحاجة لمصدر] وكان هناك بعض العيون قبل العزيزية مثل عين الجماء تمتد من جماء ام خالد الجبل الضخم مقابل الاستاد الرياضي حاليا إلى دكة الملك سعود وهو جبل أشقر خلف بوابة جامعة طيبة الجنوبية حاليًا وزاره تقريبًا عام 1382هـ.

## الخدمات
توجد به جميع الخدمات من مستوصف، مجمع مدارس بنات، مجمع مدارس بنين، سوبر ماركت كبير، ومقاهي نت، ومركز للشرطة، ومركز لهيئة الأمر بالمعروف والنهي عن المنكر (الحسبة)، ومطاعم، ومحلات لبيع الحلويات، وفرع لشركة موبايلي، وفرع لشركة stc، وقرطاسيات، ومكاتب للخدمات الإلكترونية الحكومية، ومحلات لبيع مواد البناء، ومحلات لبيع المفروشات، ومستشفيات، ومحطات لبيع المحروقات، وصيدليات، ومستشفى حكومي، ومستشفيات أهلية، ومحلات لبيع الأجهزة الكهربائية، ومحلات لبيع الملابس، ومكاتب للجمعيات الخيرية، ومحلات لبيع الجوالات ومحلات لبيع الأدوات المنزلية، ومكاتب للعقارات والمقاولات، ومحامص، ومطاحن، ومحلات أبو ريالين، ومحلات لبيع الألعاب، ومحلات لبيع اللحوم ومحلات لبيع الأجهزة الإلكترونية، وفرع لمصرف الراجحي، وفرع لبنك الأهلي، وفرع لبنك الإنماء، وقاعات افراح، ووكالات ومعارض، وموزعين لبيع السيارات.

## مميزاته
1. تقع بقربه أهم المستشفيات مثل مستشفى أحد والمستشفى السعودي الألماني.
2. توجد به جميع الخدمات.
3. قربه من جامعة طيبة والجامعة الإسلامية.
4. وجوده بالقرب من الأستاد الرياضي الوحيد بالمدينة المنورة.
5. يسمح لغير المسلمين الذهاب لهذا الحي.

## عيوبه
1- يقع خارج حدود الحرم.